# Egentliga trollsländor
Egentliga trollsländor eller stortrollsländor (Anisoptera) är en underordning i insektsordningen trollsländor. Underordningen innehåller omkring 2 800 arter.

## Etymologi
Benämningen Anisoptera kommer från grekiskans ανισος anisos ("ojämn", "o(jäm)lik"), och πτερος pteros ("vingar"), och syftar på att det bakre vingparet har bredare vingar är det främre vingparet.

## Kännetecken
De egentliga trollsländorna skiljer sig från den andra stora underordningen av trollsländor, flicksländor och jungfrusländor, genom sitt stora halvklotformiga huvud, där de stora fasettögonen tar upp nästan var sin hälft, och genom vingarnas bredare bas. Bakvingarna och framvingarna är också till skillnad från hos flicksländorna och jungfrusländorna mer olikt formade. Ett annat kännetecken är att vingarna även under vila intar samma åt sidorna rakt utsträckta läge som under flykten.

## Utbredning
Egentliga trollsländor förekommer över hela världen, utom i de allra kallaste trakterna, det vill säga i alla världsdelar utom Antarktis. 

## Levnadssätt
De egentliga trollsländorna är snabba och uthålliga flygare. De är rovdjur som jagar andra flygande eller stillasittande insekter. Jakten sker ofta i närheten av sjöar, kärr och andra stillastående vatten med riklig växtlighet, samt vid sakta rinnande vattendrag. Larverna, som lever i vatten med gyttjebotten och rik växtlighet, är även de rovdjur som fångar och äter olika slags små vattendjur, men ibland även större byten som fiskyngel och grodyngel. Sitt byte fångar de med ett för alla trollsländelarver gemensamt fångstredskap, som kallas för en fångstmask och består av en ombildad underkäke. De andas med i ändtarmen belägna tarmgälar som tar upp syre genom att vatten pumpas in och ut. Vid fara kan de även använda sig denna teknik för att hastigt förflytta sig. Genom att häftigt och gång på gång driva ut vattnet ur ändtarmen rör de sig snabbt framåt ett stycke. 

## Systematik
Denna systematik omfattar endast de av underordningens familjer som finns representerade i Sverige.
- Skimmertrollsländor
- Segeltrollsländor
- Kungstrollsländor
- Mosaiktrollsländor
- Flodtrollsländor